# Lytocaryum itapebiense
Lytocaryum itapebiense är en enhjärtbladig växtart som beskrevs av Larry Ronald Noblick och Lorenzi. Lytocaryum itapebiense ingår i släktet Lytocaryum och familjen Arecaceae. Inga underarter finns listade i Catalogue of Life.